# Reverse (Eldritch)
Reverse è il quarto album degli Eldritch, pubblicato nel 2001.

## Tracce
1. E-Nest
2. Reverse
3. Leftovers and Crumbs
4. Bittersweet Penny
5. Bio-Trinity
6. Suffering Degree
7. My Sharona
8. Soul Shrinkage
9. Leech
10. Little Irwin

## Formazione
- Terence Holler - voce
- Eugene Simone - chitarra
- Sean Henderson - tastiere
- Martin Kyhn - basso
- Dave Simeone - batteria